# فرانسیسکو پورتیلو (بازیکن فوتبال، زاده ۱۹۹۰)
فرانسیسکو پورتیلو (انگلیسی: Francisco Portillo؛ زادهٔ ۱۳ ژوئن ۱۹۹۰) بازیکن فوتبال اهل اسپانیا است.
از باشگاه‌هایی که در آن بازی کرده‌است می‌توان به باشگاه فوتبال رئال بتیس و باشگاه فوتبال مالاگا